# Millettia impressa
Millettia impressa är en ärtväxtart som beskrevs av Hermann August Theodor Harms. Millettia impressa ingår i släktet Millettia och familjen ärtväxter.

## Underarter
Arten delas in i följande underarter:
- M. i. goetzeana
- M. i. impressa